# ニューヨーク市地下鉄R46形電車
ニューヨーク市地下鉄R46形電車はニューヨーク市地下鉄で使用されている通勤形電車である。

## 概要
R44をベースとしたプルマン製の車両である。1975年から1978年にかけて754両が製造された。4両編成と2両編成が在籍し、1989年から1992年にかけて室内を中心とする改修工事が施工された。その後、全車両に改番を実施している。

## 構造

### 車体
ステンレス製22.7メートル級の車両で、片側に4か所両開き扉を備える構造である。R44は腰板部に灰色の帯が貼られているのに対し、本系列にはその帯がないので、側面を見れば2系列の判別は容易である。

### 走行機器
抵抗制御でゼネラル・エレクトリック製である。台車はペデスタル軸箱支持のボルスタ構造である。

### 車内
セミクロスシート構造となっており、座席はバケットシートである。

## 運用
以下の路線で運行されている。
ピトキン車両基地・207丁目車両基地所属車両
- A系統
- C系統
- ロッカウェイ・パーク・シャトル

コニー・アイランド車両基地所属車両
- G系統
- N系統
- Q系統
- W系統

INDクイーンズ・ブールバード線のCBTC導入準備のため、ジャマイカ車両基地所属のR46形は2020年までにR160形と入れ替わりでコニー・アイランド車両基地に移籍した。なお、ジャマイカ車両基地所属時代は以下の系統で運用されていた。
- F系統
- R系統

## 事故
1986年にE系統で運用中の際(ジャマイカ-179丁目駅付近)に壁に激突した車両のうち、2両(1054及び941)が大破し、翌1987年に廃車された。その後全車に改番を行った際はこの2両分は飛ばして改番を行った。
2014年5月2日にF系統で運用中の5742-5745が脱線した。その後2016年2月に運用に復帰している。
2017年6月27日に今度は125丁目駅北側で脱線事故が起きた。今回はA系統で運用していた6150-6153の4両が大破し、破損がひどい6150と6151が廃車となった。その後、長らく余剰となっていた6206・6207と6152・6153で新たに4両編成を組み運用に就いている。
2020年9月20日、14丁目駅にてA系統で運用していた6062-6065の4両が脱線した。うち6062は前面を損傷しそのまま廃車となった。残りの6063-6065は6062の代わりに6212を編成に組み込んで運用に復帰し、6214が休車となった。脱線の原因は乗客が線路内に悪戯で部品を置いたためだった。

## 置き換え
本形式は、2025年度から、新型車両R211形により順次置き換えが始まっている。

## ギャラリー

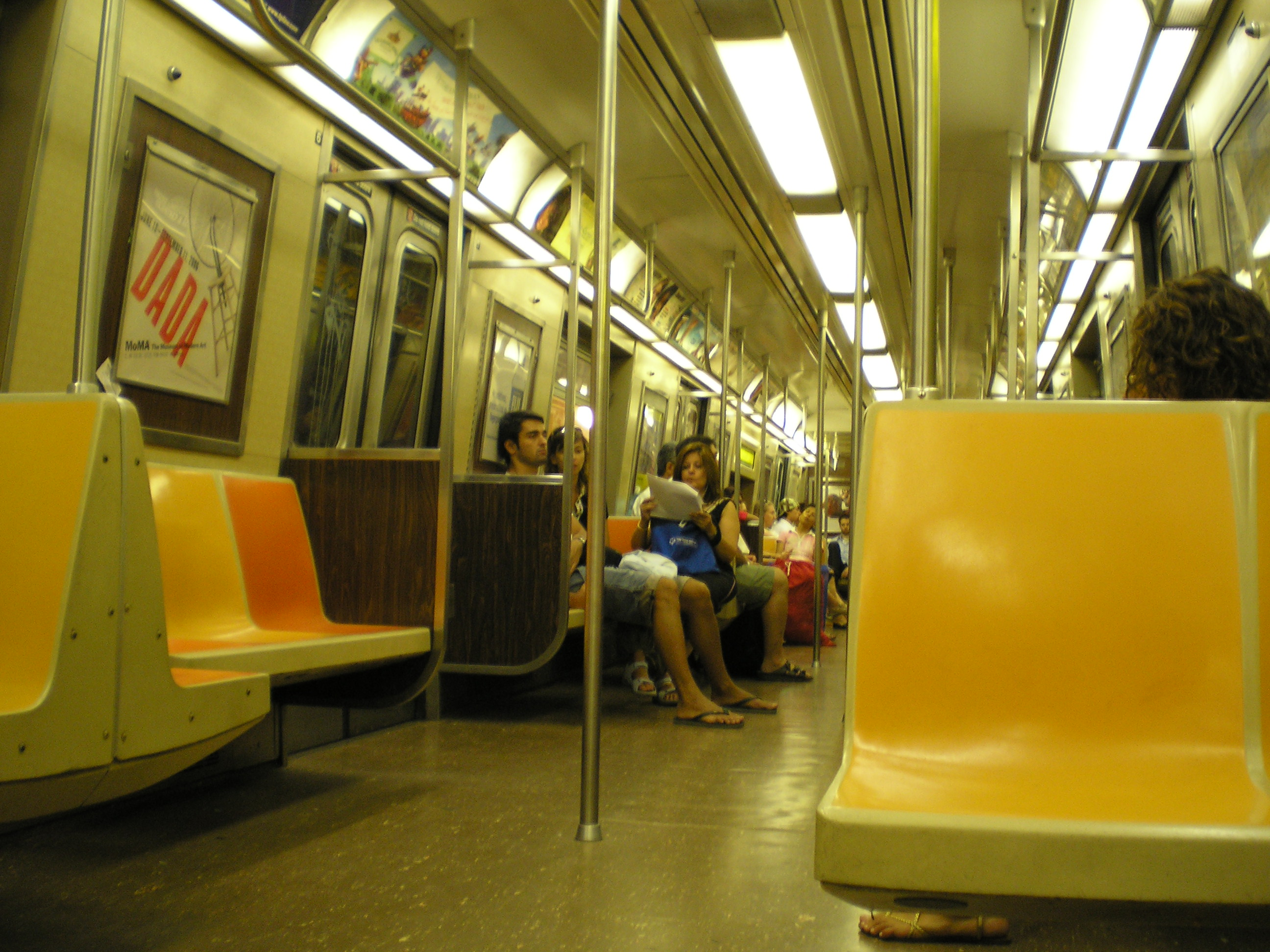
車内
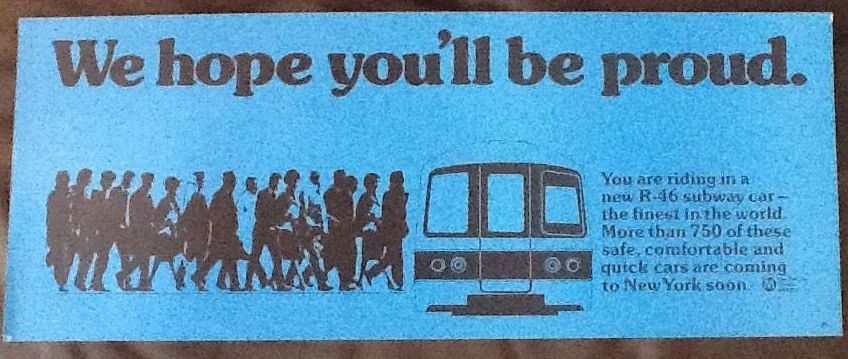
導入当時に作成されたポスター